# Polígon Industrial la Llandriga
El Polígon Industrial la Llandriga és un petit polígon industrial del terme municipal de Monistrol de Calders, de la comarca del Moianès. Es tracta d'un petit polígon industrial obert els anys setanta del segle XX que l'any 2010 encara és en tràmits de legalització. És a l'esquerra de la riera de Sant Joan i del Calders, a tocar i al nord-oest del poble. Deu el seu nom al fet que és en terres que foren el Mas Llandric, o Llandriga, les restes del qual eren a ponent i damunt d'aquest polígon.